# Alice Belaïdi
Alice Belaïdi   (Nimes, 18 de març de 1987) és una actriu francesa. Coneguda per les seves interpretacions a sèries de televisió com WorkinGirls, Sophie et Sophie i Hipòcrates.

## Biografia
Nascuda el 1987 a Nimes, Alice Belaïdi va començar a fer teatre desde petita, es va formar del 1999 al 2003 al Théâtre du Chêne Noir d'Avinhon. És en aquest escenari on hi va interpretar Confidences à Allah el 2008 sota la direcció de Gérard Gelas, adaptada de la novel·la de Saphia Azzeddine. Per aquesta representació, va rebre el Molière per "revelació teatral". Aquesta fama la va portar al cinema amb Fleurs du mal (2012) dirigida per David Dusa, on interpreta a Anahita, una jove iraniana fugida. Al mateix temps, apareix al costat de Sandrine Kiberlain a L'Oiseau (2012), dirigida per Yves Caumon. Belaïdi va avançar cap a la televisió amb la sèrie d'humor Workingirls emesa a Canal + que descriu la vida quotidiana d'una empresa on sis noies treballen amb un comportament peculiar. També forma part del duet Sophie et Sophie, sèrie en format d'episodis curts, amb dues de les protagonistes de Workingirls, emès durant el programa Le Grand Journal de Canal +. El 2014, l'actriu forma part del repartiment femení de la pel·lícula Sous les jupes des filles d'Audrey Dana i acompanya a Pio Marmai, Michael Lonsdale i Déborah François a la comèdia Maestro dirigida per Léa Fazer.

## Filmografia
| Any  | Títol                            | Director                          | Paper          | Notes                  |
| ---- | -------------------------------- | --------------------------------- | -------------- | ---------------------- |
| 2011 | De l'huile sur le feu            | Nicolas Benamou                   | Nadiya         |                        |
| 2011 | Les Tribulations d'une caissière | Pierre Rambaldi                   | Leïla          |                        |
| 2012 | Fleurs du mal                    | David Dusa                        | Anahita        |                        |
| 2012 | L'Oiseau                         | Yves Caumon                       | Latifa         |                        |
| 2012 | Radiostars                       | Romain Lévy                       | Nassima        |                        |
| 2012 | Les Kaïra                        | Franck Gastambide                 | Kadija         |                        |
| 2012 | Sophie et Sophie                 | Sylvain Fusée                     | Sophie         | minisèrie de televisió |
| 2012 | Il était une fois… peut-être pas | Charles Nemes                     | Myriam         | telefilm               |
| 2012 | WorkinGirls                      | Sylvain Fusée                     | Sophie         | sèrie de televisió     |
| 2013 | Hôtel Normandy                   | Charles Nemes                     | Sonia          |                        |
| 2013 | Fonzy                            | Isabelle Doval                    | Sybille        |                        |
| 2014 | WorkinGirls: La grande évasion   | Sylvain Fusée                     | Sophie         | telefilm               |
| 2014 | L'Art de la fugue                | Brice Cauvin                      | Franette       |                        |
| 2014 | Sous les jupes des filles        | Audrey Dana                       | Adeline        |                        |
| 2014 | Maestro                          | Léa Fazer                         | Pauline        |                        |
| 2015 | Les Gorilles                     | Tristan Aurouet                   | Jal-Y          |                        |
| 2015 | Le Bureau des légendes           | Eric Rochant                      | Sabrina        | sèrie de televisió     |
| 2016 | La Taularde                      | Audrey Estrougo                   | Samira Belhadj |                        |
| 2016 | Un petit boulot                  | Pascal Chaumeil                   | Anita          |                        |
| 2016 | Père fils thérapie !             | Emile Gaudreault                  | Julie Benati   |                        |
| 2017 | L'Ascension                      | Ludovic Bernard                   | Nadia          |                        |
| 2017 | Si j'étais un homme              | Audrey Dana                       | Marcelle       |                        |
| 2018 | Le Temps des égarés              | Virginie Sauveur                  | Louise Elaoudi | telefilm               |
| 2018 | Hipòcrates                       | Thomas Lilty                      | Alyson Lévêque | sèrie de televisió     |
| 2018 | La Monnaie de leur pièce         | Anne Le Ny                        | Asia           |                        |
| 2018 | Budapest                         | Xavier Gens                       | Cécile         |                        |
| 2019 | Victor et Célia                  | Pierre Jolivet                    | Célia          |                        |
| 2020 | Maleïda jungla                   | Hugo Bénamozig i David Caviglioli | Albertine      |                        |